# 明日が聴こえる/Children's Holiday
「明日が聴こえる／Children's Holiday」（あしたがきこえる/チルドレンズ・ホリデイ）は、J-FRIENDSの1作目のシングル。1998年1月21日発売。発売元はJ-FRIENDS PROJECT。

## 解説
阪神・淡路大震災の復興支援及びチャリティー活動として始動したJ-FRIENDSの活動第1弾シングル。全2曲入りのCD2枚組で発売された。「明日が聴こえる」は織田哲郎が作曲を手がけた。「Children's Holiday」はマイケル・ジャクソンが提供し、1998年度上半期のJASRACの著作権使用料分配額（外国作品）ランキングで総合1位にランクインされた。
初回限定特典は、シリアル・ナンバー入りJ-FRIENDSメモリアル・ピンバッジと、メンバーと直接話せるチャンスがあるヴォイス＆フォトカードJ-FRIENDS SPECIAL HOT LINEだった。
週間1位、月間1位、売上枚数は102.1万枚。

## 収録曲

### DISC1
1. 明日が聴こえる
作詞：松井五郎、作曲：織田哲郎、編曲：是永巧一
  - 日本テレビ系98ウィンタースポーツ・テーマソング
  - 日本テレビ系『長野オリンピック』中継イメージソング
2. 明日が聴こえる（Instrumental）

### DISC2
1. Children's Holiday
作詞/作曲/編曲：マイケル・ジャクソン、日本語詞：松井五郎
2. Children's Holiday（Instrumental）